# 급행권
급행권(일본어: 急行券、きゅうこうけん)은 일본의 철도에서 승객이 급행열차를 이용할 때 승차권에 더하여 추가로 필요한 급행 요금의 표이다.

## 개요
승차의 대가인 '승차권'에 더하여 도달 시간의 단축이나 특별한 객실 등 추가적인 서비스의 대가로서 구입하는 '요금권'(料金券)의 일종이다.
일본과 달리 유럽의 철도에서는 열차 단위로 요금 설정을 실시하는 포괄 운임 제도가 일반적이며, 급행권과 같은 제도를 사용하지 않는다. 승차권에는 요금만이 기재되며 내역은 기재되지 않는다. 포괄 운임은 국제적인 고속철도에서 폭넓게 채용되었으며, 유로스타나 탈리스에서는 처음부터 포괄 운임을 채용하고 있다. 한국, 타이완, 중국에서도 포괄 운임과 같은 형태의 요금 체계가 설정되어 있다.

## 일본의 철도 급행 요금

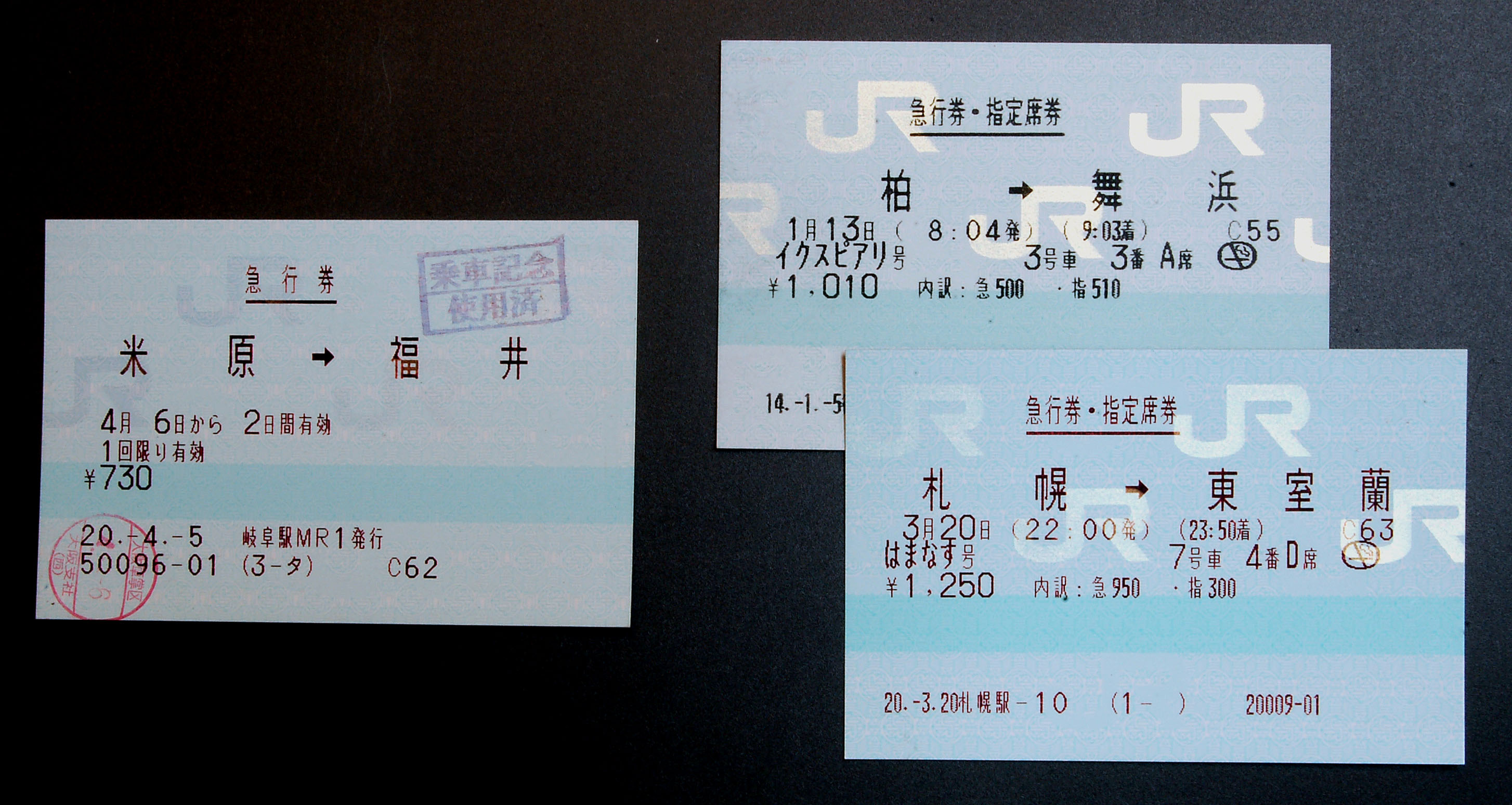
JR의 급행권의 예. 단독 급행권에서는 좌석을 지정하지 않기 때문에 (왼쪽), 종종 지정석권과 동일한 권편으로 발행된다(오른쪽).

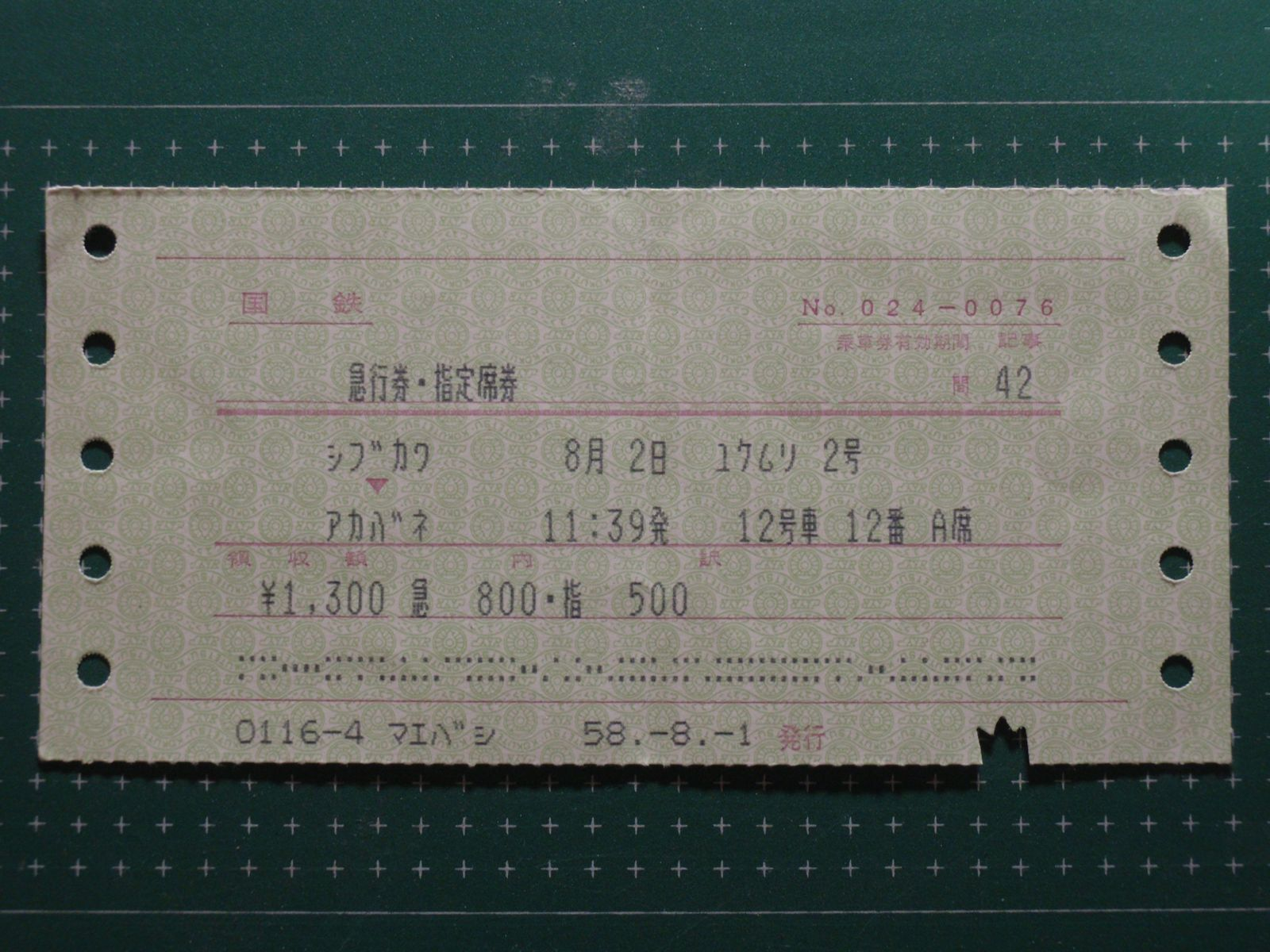
일본의 국철 시대에 마르스에서 발행된 급행권의 예. 지정석권과 동일 권편으로 발행된 것.

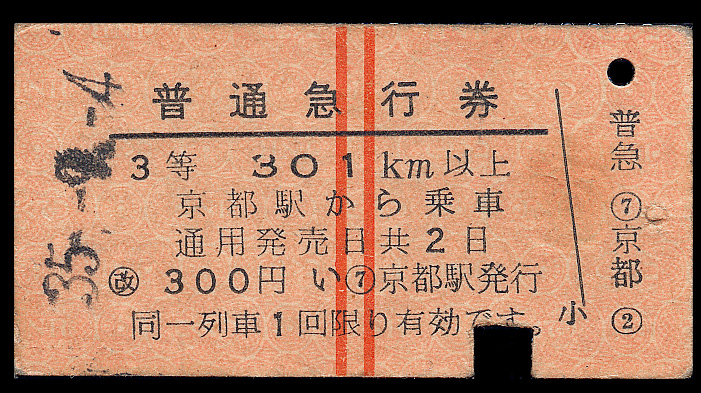
일본의 국철이 발행한 경권의 급행권. 빨간 선이 2개 들어 있었다.

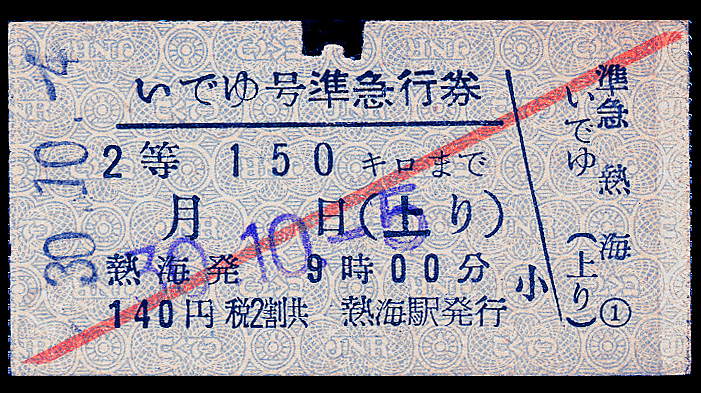
일본 국철시대 준급열차에도 준급행권이 필요했다. 빨간 선이 1개 들어 있었다.

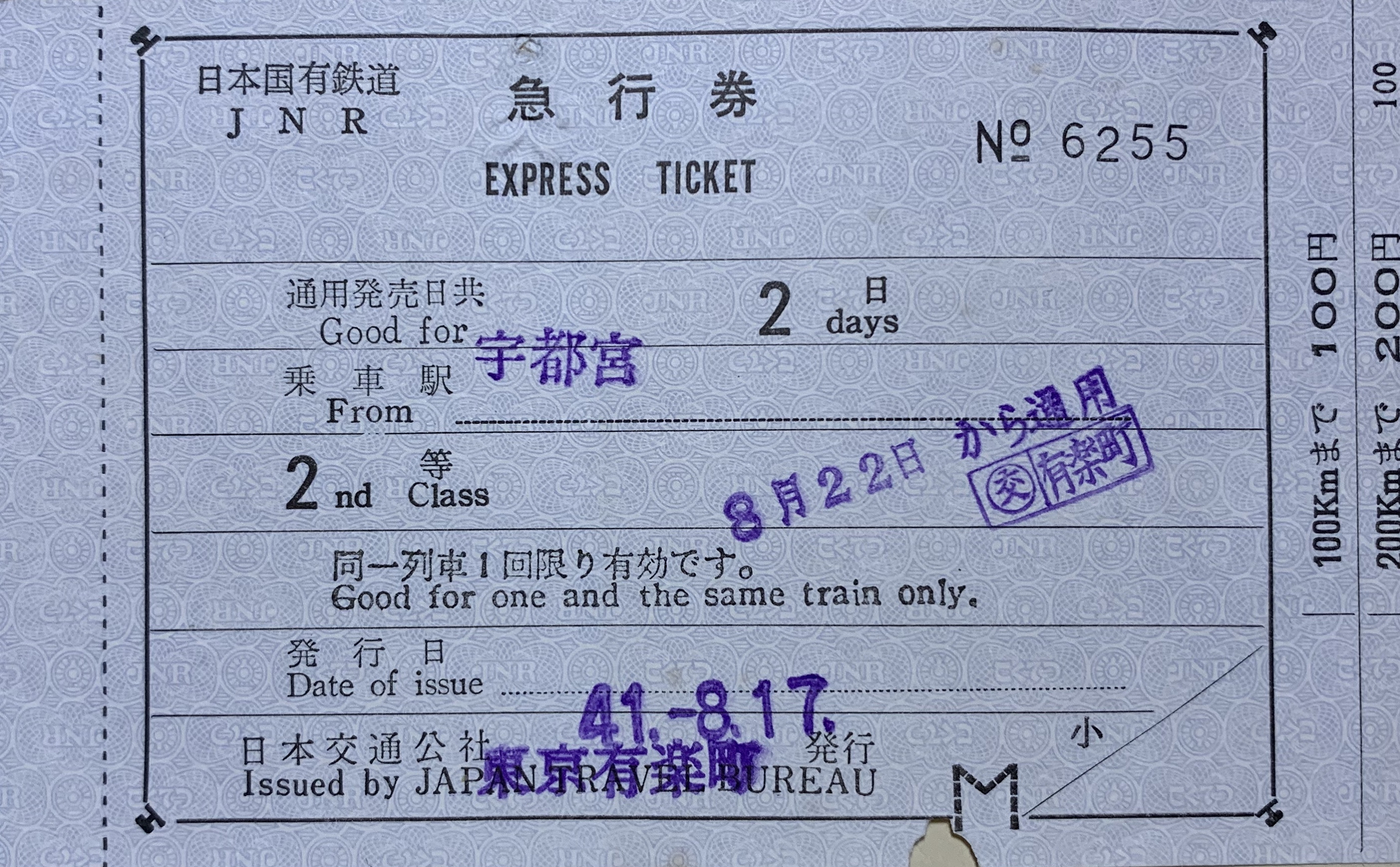
국철 시대의 급행권(일본교통공사 발행)

### JR선
JR선에서는 여객 영업 규칙상 ‘급행열차’란 보통급행열차(이른바 급행)와 특별급행열차(이른바 특급)의 총칭이며, ‘급행권’에 대해서도 이에 준하지만 일반적으로 ‘급행권’이라고 호칭하는 경우에는 전자에 통용하는 ‘보통 급행권’만을 가리킨다. 아래에서는 이것에 근거하여 다음과 같은 용어법에 의해 서술한다.
- 급행열차 또는 급행 - 보통급행열차를 가리킨다.
  - 급행권 - 보통 급행권을 가리킨다.
- 규칙상의 급행열차 - 보통급행열차 및 특별급행열차의 총칭으로 한다.
  - 규칙상의 급행권 - 보통 급행권(급행권) 및 특별 급행권 (특급권)의 총칭으로 한다.

급행권을 구입함으로써 급행열차의 보통칸 자유석을 이용할 수 있다. 급행권에는 좌석 지정권의 효력은 없다. 급행열차의 보통칸 지정석을 이용하는 경우에는 급행권 외에 지정석권을 별도로 구입할 필요가 있다.
- JR선의 경우, 규칙상의 급행열차는 '목적지까지 보통열차보다 우선하여 운송하는 열차'로 보다 빨리 여행할 수 있는 것의 대가로서 요금을 정하는 것이다. 이중 급행열차는 영업 정책의 역사상 자유석 위주로 편성되었기 때문에 좌석 지정권은 추가적으로 별도 발매된다. 이 때문에 과거에는 성수기 시발역에서 승차 정리권을 발행하기도 하였다.
- 한때 '준급행열차'(준급)가 운행되었을 때는 준급행권(準急行券)이 발매되었는데 처음에는 급행권보다 요금이 저렴하게 설정되어 있었다. 이는 차량 설비가 급행열차보다 급이 낮았기 때문이었지만, 이후에 153계 전동차 나 55계 기동차와 같이 급행열차와 동등한 차량 설비를 가지는 차량으로 운전하게 되었고 요금 제도를 간략화하기 위해 제도 말기인 1966년에는 준급행권의 발매를 100km까지로 제한하였고, 이후에 준급행권은 폐지되었다.

- 하코다테 본선을 운행하고 있던 급행 ‘아카시아’에서는 운행 구간의 일부를 급행에서 준급으로 격하한 열차가 있었는데, 해당 열차의 급행, 준급 구간을 모두 승차하는 경우에는 ‘급행·준급권’(急行・準急券)이라는 결합된 요금권을 발행하였다.
- 제1종 신체장애인 및 제1종 지적장애인이 보호자와 함께 보통급행열차에 승차하는 경우에는 할인이 적용된다.[4][5]

2016년 이후 급행열차는 임시 열차로만 존재하고 있기 때문에, 급행권의 발매는 해당 열차가 운행되어 그 열차에 승차하는 경우로 한정된다.
또한 예전에는 구 우코 연락선에 존재했던 호버크래프트나 고속정에 의한 급행편에 승선할 때 필요한 연락선 급행권(連絡船急行券)이나 '급행'을 칭한 버스를 운행하고 있던 하쿠호선 등 국철 버스 일부 노선에서는 버스 급행권(バス急行券)도 존재했다. 모두 좌석 지정은 아니었지만, 편명을 지정하여 미도리노마도구치에서 발매되고 있었다.

#### 요금과 효력
- JR선의 급행 요금은 이용하는 영업 킬로미터(운임 계산 킬로미터가 아님)에 따라 설정된다.
  - 전술한대로 급행열차의 보통칸 지정석을 이용하는 경우는 좌석 지정권(지정석권)도 구입하여야 한다.
  - 같은 흐름으로 그린차를 이용하는 경우에는 급행열차용 그린권, 침대차를 이용하는 경우에는 침대권이 별도로 필요하다(지정석권은 불필요).
  - 급행열차의 지정권・그린권・침대권은 급행권과 동시에 신청하거나 해당 열차에 유효한 급행권을 제시한 경우에 한하여 구입할 수 있다.
- 급행권의 유효 기간은 지정일 당일 뿐이다.[6] 1개의 급행열차에 1장이(환승할 때마다 1장이) 필요하다.
  - 그러나 2개의 급행열차가 일부 구간에서 병결되는 경우 병결 운행되고 있는 한 쪽에서 다른 쪽으로 갈아타는 경우는 통째로 1장의 급행권으로 승차할 수 있다. 2016년 정기 급행열차 폐지 직전 시점에서는 이 규정이 적용되는 정기 급행 열차가 없었지만 더 이전에는 존재하였다.
  - 또한, 전 좌석 지정석인 급행열차가 만석이 된 경우에는 전 좌석 지정석인 특별급행열차가 만석이 된 경우와 동일하게 통상의 급행권과 동일한 금액으로 발매 수량이 정해져 있는 입석 급행권(立席急行券)이 발매되기도 하였다. 그러나 2016년 이후 정기 열차에서 전 차량 지정석인 급행열차는 없다.
- 급행권과 동시에 사용하는 지정석권・그린권・침대권을 한 번에 구입하는 경우에는 두 유형의 표를 합쳐서 한 장의 권편으로서(일엽식(一葉式)이라고 부름) 발행되기도 한다.
  - 이 경우 지정 열차를 놓친 경우에는 지정석권 부분만 무효화하고 단독 급행권으로서 권면 구간 및 동일한 영업 킬로미터 지대의 가장 먼 역까지 이용할 수 있다(여객 영업 규칙 제172조 4항). 유효 기간은 단독 급행권과 동등하며, 지정석권이 필요한 경우에는 지정석권만을 새롭게 구입한다.
  - 이러한 요금권의 환불은 반드시 급행권, 지정석권 동시에 대하여 이루어져야 한다. 지정석권이 사용 개시전으로 유효한 경우에는 일엽에 지정석권의 환불 수수료만을 적용하고, 급행권에 대해서는 수수료를 징수하지 않는다(여객 영업 규칙 제272조 4항).

#### 금액
동일본여객철도(JR 동일본) 여객 영업 규칙에 의한 어른의 보통급행 요금은 아래와 같다(2019년 10월 1일 개정). 또한, 금액은 일부 예외를 제외하면 기본적으로 JR 각사에서 공통으로 적용된다. 어린이는 반액이며, 10엔 미만의 단수는 버린다.
| 50km까지 | 100km까지 | 150km까지 | 200km까지 | 201km 이상 |
| -------- | --------- | --------- | --------- | ---------- |
| 560엔    | 760엔     | 1,000엔   | 1,100엔   | 1,320엔    |

단, 아래의 경우에는 이 요금을 적용하지 않고, 별도로 정한 금액을 적용한다. 아래의 구간에 있어서는 자유석 특급요금이 급행요금보다 저렴하게 설정되어 있기 때문에 급행요금과 특급요금을 동액으로 한다.
- 동일본여객철도 관내에서 B특급요금 구간 상호만을 이용하는 경우
  - 50 km까지: 520엔
- 도카이 여객철도(JR 도카이) 관내에서 특정 특급권 설정 구간 상호만을 이용하는 경우
「티켓의 룰」(きっぷのルール)에는 기재되어 있지 않지만, 해당 구간에서 임시 급행열차가 운전될 때에 시각표의 주기(注記)로 확인할 수 있다.
  - 30 km까지: 330엔

##### 환승 할인
환승 요금 제도에 따라 신칸센・아오모리・하코다테 각 역 및 시코쿠의 특급・급행과의 환승 할인을 이용할 수 있다.

#### 열차 지연 시의 취급

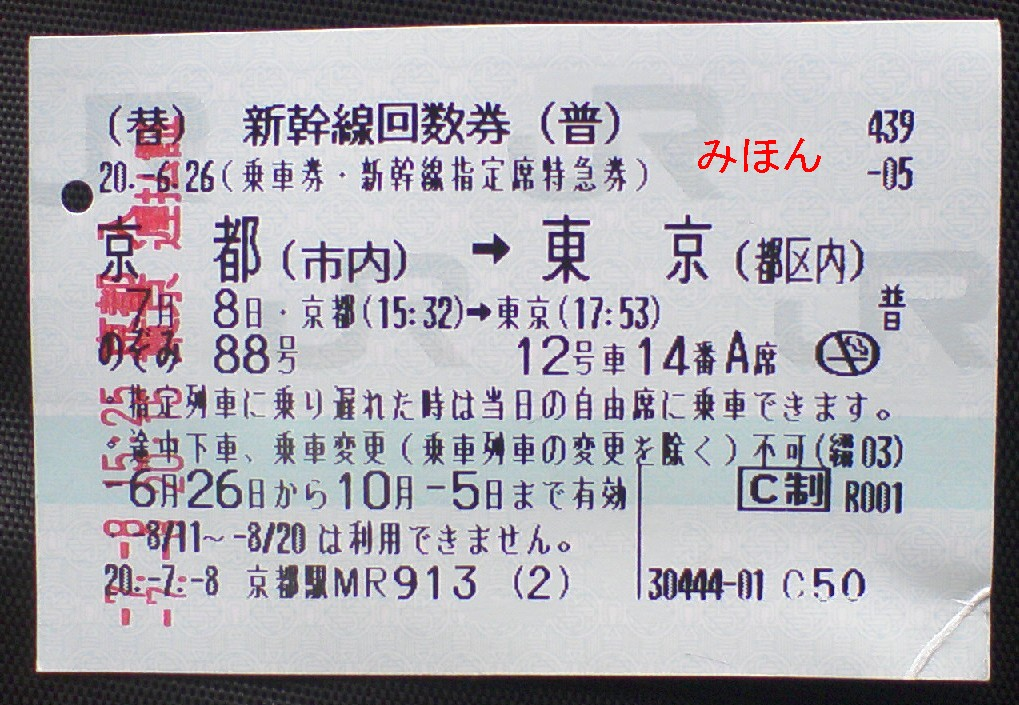
지연되어 '지불증'(遅払証) 문자가 인쇄된 표

승차한 급행열차가 2시간 이상 지연된 경우, 급행 요금에 대해서는 전액이 환불된다(여객영업규칙 제289조 2항).
- 급행열차의 지정석을 이용했지만 해당 열차가 지연에 의한 환불의 대상이 되었을 경우, 환불은 급행 요금에 대해서만 행해진다(후술).
- 이 밖에 승차역에서 또는 목적지에서 2시간 이상의 지연이 발생해도 환불을 하지 않는 특약에 따라 할인 급행권(割引急行券)을 발매하는 '지연승지'(遅れ承知)의 취급도 이루어진다. 이 경우의 급행요금은 통상료액의 5할(50%)이 된다.

#### 특별 급행권과의 차이
특별급행열차(특급)는 제도 개시 처음부터 영업 정책상 전차량 지정석으로 운전을 해왔다. 그 후 전국적인 특급열차의 증가에 맞추어 자유석 설비가 마련되게 되었고, 자유석 이용에 대해서는 기존의 특별급행권 요금에서 좌석 지정권 상당액을 뺀 요금으로 ‘자유석 특급권’(自由席特急券)을 발매하게 되었다. 이것은 급행 요금 제도의 경위와 반대에 해당하며, 이 차이가 현저하게 나타나는 것이 열차 지연 시의 취급이다.
여객영업규칙 제289조 2항에 따라 규칙상의 급행열차가 2시간 이상 지연된 경우, 규칙상의 급행권은 전액 환불이 되지만 급행열차와 특급열차에서는 다음과 같이 취급이 다르다.
|      | 취급 | 비고 |
| ---- | --- | --- |
| 급행 | '급행권'과 '지정석권'은 각각 별도의 서비스의 대가로서 취급되는 것이므로 '보다 빠른 여행의 대가'인 '급행권'만이 환불 대상이 된다.                           | 선술한 '지연 승지'(遅れ承知)에 의해 발매되는 규칙상의 급행권에 대해서도 마찬가지이며, 급행 열차의 지정석권에 대해서는 할인 대상이 되지 않는다. |
| 특급 | 처음부터 '지정석 특급권'과 '자유석 특급권' 모두 '특별급행요금'에서 기원한다. 이 때문에 전체 요금이 '더 빠른 여행의 대가'가 되므로 지연 환불의 대상이 된다. | |

이 밖에 지정권을 구입한 열차를 놓친 경우의 취급도 다르다.
|      | 취급 | 다른 열차를 지정석으로 이용하고 싶은 경우                                                                                       |
| ---- | --- | --- |
| 급행 | 지정석권은 무효가 되지만 급행권의 효력에는 영향을 주지 않기 때문에 유효기간 중에 발차하는 권면 구간의 열차의 자유석에 승차할 수 있다. | 지정석권만 다시 구매하면 충분하다.                                                                                              |
| 특급 | 좌석 지정권을 소지하고 있고 해당 열차를 놓친 경우, 당일 중에 발차하는 권면 구간의 열차의 자유석에 승차할 수 있다. 이는 해당 제도는 '늦은 여객을 위한 구제 조치'일 뿐, 원래 특급권 자체가 '무효권'이 되기 때문이다. 덧붙여 자유석 요금과의 차액의 환불은 청구할 수 없다. | 전체 요금을 다시 지불하고 지정석 특급권을 다시 구입하여야 한다. 승차 지연으로 사용할 수 없게 된 특급권의 환불은 청구할 수 없다. |

### JR선 이외

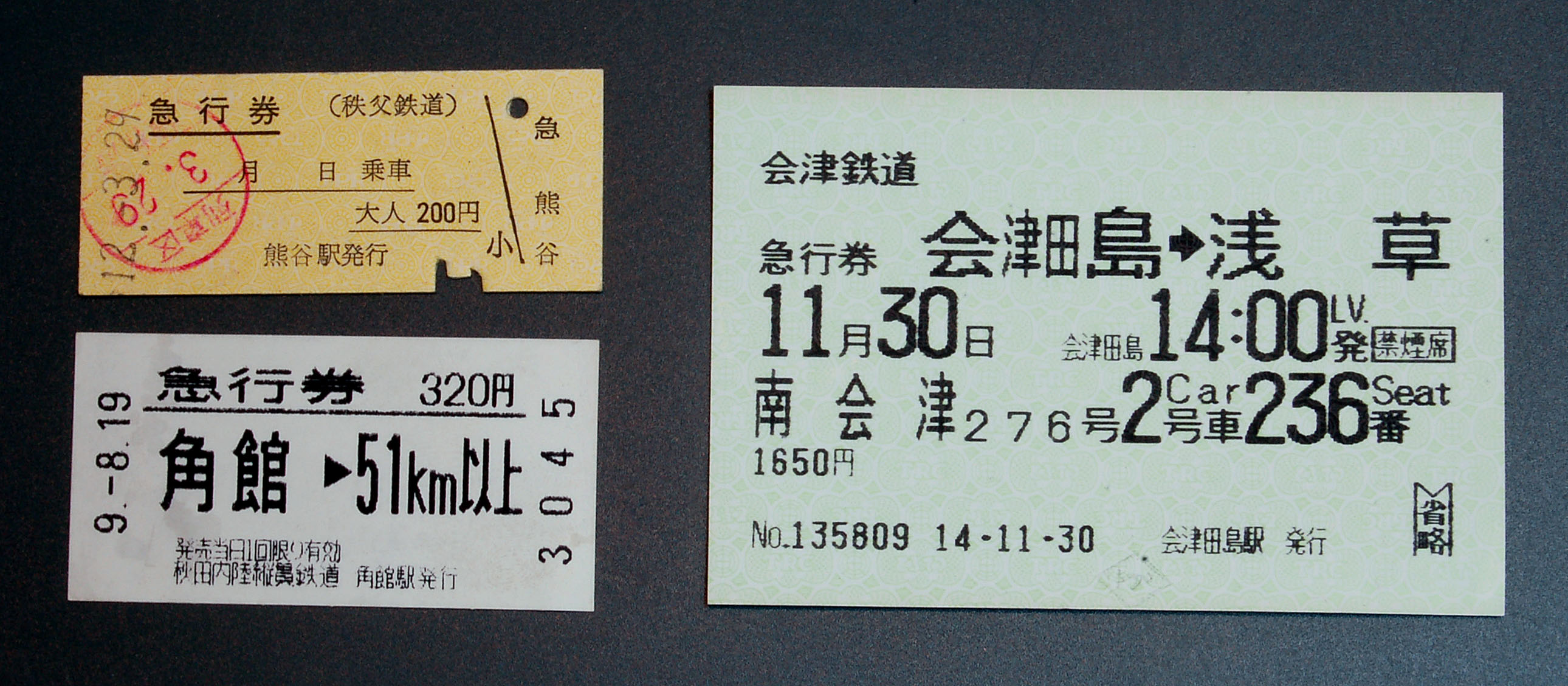
사철에서의 급행권의 예. 덧붙여 오른쪽의 '미나미아이즈'호는 현재는 폐지되었으며, 아이즈 철도와 직통 운전하는 도부 철도의 유료 급행열차는 특급으로 격상되었다. 또한, 왼쪽 위의 지치부 철도의 급행('지치부로'호)은 2022년 3월 12일부터 2023년 3월 31일까지 요금이 불필요하였다.

JR선 이외에서는 '급행'의 종별은 승차권만으로 이용할 수 있는 속달 열차의 일종(JR선의 쾌속열차(보통열차) 상당)인 경우가 많지만, 사업자에 따라서는 급행 요금을 정하고 있는 곳도 있다(급행 열차#사철과 제3섹터 철도의 급행열차를 참조).
또한, 종이 이외에 인쇄한 특수한 형상도 있었는데 에치고토키메키 철도가 2023년에 여름 방학용 이벤트로서 티셔츠에 인쇄한 급행권을 판매하였다. 이 티켓은 단독 급행권이 아니라 운임까지 포함된 '프리 티켓'의 일종이다.